# کنگوی فرانسه
کنگوی فرانسه (فرانسوی: Congo français‎) یا کنگوی میانی، یکی از مستعمرات سابق فرانسه در آفریقا بود که بخش‌های از خاک امروزین جمهوری کنگو، گابن و جمهوری مرکزی آفریقا را دربرمی‌داشت.